# Euastrum erosum
Euastrum erosum là một loài Song tinh tảo trong họ Desmidiaceae, thuộc chi Euastrum.